# 中央線 (木根尚登のアルバム)
『中央線』（ちゅうおうせん）は、2010年4月7日にリリースされた木根尚登7枚目のフル・アルバム。発売元はよしもとミュージック。

## 概要
「喝采!今世紀最高のフォークアルバム登場」とのふれこみで発売。収録曲タイトルには中央線快速（高尾駅〜東京駅）駅名が織り込まれている。松本孝弘が「三鷹ブルース」で参加。
2025年6月、アナログレコード化され、同年9月12日に発売されることが発表された。

## 収録曲
| 全作詞: 木根尚登・藤井徹貫、全作曲・編曲: 木根尚登。 |                          |                     |            |                           |      |
| #                                                    | タイトル                 | 作詞                | 作曲・編曲 | 備考                      | 時間 |
| 1.                                                   | 「高尾駅のベル」         | 木根尚登・ 藤井徹貫 | 木根尚登   |                           | 2:49 |
| 2.                                                   | 「八王子メモリー」       | 木根尚登・ 藤井徹貫 | 木根尚登   |                           | 2:08 |
| 3.                                                   | 「立川の空」             | 木根尚登・ 藤井徹貫 | 木根尚登   |                           | 4:22 |
| 4.                                                   | 「国立マギー・メイ」     | 木根尚登・ 藤井徹貫 | 木根尚登   |                           | 3:24 |
| 5.                                                   | 「武蔵小金井からの手紙」 | 木根尚登・ 藤井徹貫 | 木根尚登   |                           | 2:17 |
| 6.                                                   | 「三鷹ブルース」         | 木根尚登・ 藤井徹貫 | 木根尚登   | B'zの松本孝弘がギター参加 | 5:27 |
| 7.                                                   | 「吉祥寺へ帰る」         | 木根尚登・ 藤井徹貫 | 木根尚登   |                           | 4:08 |
| 8.                                                   | 「阿佐ヶ谷小春日和」     | 木根尚登・ 藤井徹貫 | 木根尚登   |                           | 3:52 |
| 9.                                                   | 「高円寺を紡ぐ」         | 木根尚登・ 藤井徹貫 | 木根尚登   |                           | 5:41 |
| 10.                                                  | 「中野グラフィティー」   | 木根尚登・ 藤井徹貫 | 木根尚登   |                           | 3:59 |
| 11.                                                  | 「新宿物語」             | 木根尚登・ 藤井徹貫 | 木根尚登   |                           | 2:22 |
| 12.                                                  | 「四ツ谷ロマン」         | 木根尚登・ 藤井徹貫 | 木根尚登   |                           | 1:54 |
| 13.                                                  | 「御茶ノ水慕情」         | 木根尚登・ 藤井徹貫 | 木根尚登   |                           | 3:55 |
| 14.                                                  | 「東京バラッド」         | 木根尚登・ 藤井徹貫 | 木根尚登   |                           | 6:15 |
| 合計時間:                                            | 合計時間:                | 合計時間:           | 52:33      |                           |      |

## クレジット
- Produced：木根尚登、藤井徹貫
- Vocal、Guitar、Twelve-string Guitar、Piano、Pianica、Blues Harp：木根尚登
- E.Guitar：松本孝弘（#6）
- Recording & Mix Engineer：村上"mu-"輝生
- Pre-Production：三村聡
- Recording Engineer：小林廣行 (#6)
- Mastering Engineer：保坂弘幸
- Art Direction、Design、Image Photography：住吉昭人 + fake graphics
- Photography：田中勇司（表紙）、阿部薫（木根尚登）
- A&R：和泉かな